# Мясникова (Свердловская область)
Мясникова — деревня в Свердловской области, входящая в муниципальное образование Алапаевское. Управляется Кировской сельской администрацией.

## География
Деревня располагается на правом берегу реки Нейва в 27 километрах на северо-восток от города Алапаевск.

## Часовой пояс
Мясникова, как и вся Свердловская область, находится в часовой зоне МСК+2. Смещение применяемого времени относительно UTC составляет +5:00.

## Население
| 2002 | 2010 |
| ---- | ---- |
| 235  | ↘12  |